# دانگینو سلو
دانگینو سلو (به صربی: Danjino Selo) یک منطقهٔ مسکونی در صربستان است که در سوردولیکا واقع شده‌است. دانگینو سلو ۸۱ نفر جمعیت دارد.